# 中助松

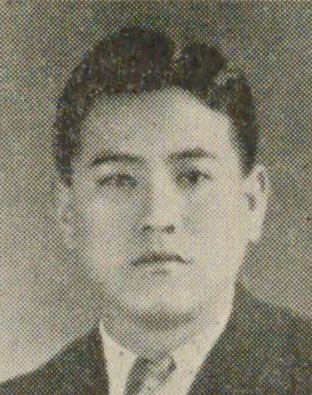
中助松

中 助松（なか すけまつ、1903年（明治36年）10月25日 - 1953年（昭和28年）7月31日）は、日本の衆議院議員（自由党→分党派自由党→自由党）、内務参与官。

## 経歴
富山県下新川郡浦山村（現在の黒部市）出身。1927年（昭和2年）、明治大学政治経済科を卒業し、農林省大臣官房や山林局に勤務した。1932年（昭和7年）より神奈川県会議員に選出され、同参事会員、同副議長を務めた。
1942年（昭和17年）、第21回衆議院議員総選挙において神奈川1区（当時）から翼賛政治体制協議会推薦で出馬し、当選。幣原内閣で内務参与官を務めた。その後、公職追放となった。追放中の1948年（昭和23年）、政治資金に関する問題で衆議院不当財産取引調査特別委員会に証人喚問された。追放解除後の第25回衆議院議員総選挙・第26回衆議院議員総選挙で再選を果たした。3回目の当選から3ヶ月後の1953年（昭和28年）7月31日死去。